# Wróżna Góra
Wróżna Góra – wzgórze o wysokości 269 m n.p.m. Znajduje się w południowo-wschodniej części miejscowości Modlniczka przy granicy z Krakowem. Na wzgórzu znajduje się Fort Pasternik.